# CDNow
CDnow, Inc. fue una empresa de la era puntocom que operaba un sitio web de compras en línea dedicado a la venta de discos compactos y productos relacionados con la música. En abril de 1998, durante la burbuja puntocom, la compañía fue valorada en más de $1,000 millones. En julio de 2000, fue adquirida por Bertelsmann Music Group por $117 millones; poco después, Amazon fue contratada para operar el sitio web. En su apogeo, empleaba a más de 750 personas y tenía oficinas en Fort Washington, Pensilvania, la ciudad de Nueva York, Londres y Los Ángeles.

## Establecimiento y crecimiento
CDnow fue fundada en febrero de 1994 por los hermanos gemelos Jason Olim y Matthew Olim en el sótano de la casa de sus padres en Ambler, Pensilvania.Inicialmente lanzada como un servicio Telnet en agosto de 1994, CDnow se convirtió en un sitio web de ventas minoristas en septiembre de ese mismo año, utilizando a Valley Records Distributors como centro de distribución mediante envío directo.Con tres empleados, la empresa se trasladó cerca de la estación de tren Penllyn en el municipio de Lower Gwynedd, condado de Montgomery, Pensilvania, y un par de años después se mudó al edificio de Strawbridge & Clothier en Jenkintown, Pensilvania. En diciembre de 1994, CDnow afirmó ser la primera empresa que permitía comprar álbumes en línea.En ese momento, aseguraba tener más de 140,000 álbumes diferentes disponibles para la venta en su sitio web.En 1995, un artículo en el Los Angeles Times señaló que CDnow había acercado a la web “un paso más hacia el día en que los artistas comercializarán directamente con los consumidores, eliminando a los distribuidores como las discográficas”.
En 1997, la empresa tuvo ingresos de $18 millones y, en febrero de 1998, con 100 empleados, se convirtió en una empresa de capital abierto mediante una oferta pública de venta.CDNow emprendió entonces una gran campaña publicitaria en Internet y fue pionera en recomendaciones de compra basadas en preferencias, video en línea, uso de contenido editorial como medio para generar interés, programas de marketing de afiliación en internet y marketing por correo electrónico. El 17 de marzo de 1999, CDNow adquirió a su mayor competidor, otra empresa del área de Filadelfia, N2K, cuyos sitios en línea incluían Music Boulevard y Jazz Central Station.En julio de 1999, la empresa anunció un acuerdo para fusionarse con Columbia House, estableciendo una nueva compañía pública controlada conjuntamente por los accionistas de CDNow, Time Warner y Sony.

## Declive
CDNow fue una de las primeras empresas de Internet en mostrar señales de dificultades con el modelo de negocio puntocom. El 20 de marzo de 2000, cuando estalló la burbuja puntocom, Barron's publicó un artículo de portada titulado "Burning Up", en el que señalaba que la compañía se estaba quedando sin dinero.En marzo de 2000, se canceló la fusión con Columbia House.En junio de 2000, la empresa cerró su oficina en Londres para reducir costos.
En julio de 2000, Bertelsmann Music Group adquirió la empresa con la intención de combinarla con su club de discos BMG Direct en un nuevo proyecto llamado BeMusic, y eventualmente agregar Napster al servicio. Bertelsmann pagó solo $117 millones, un precio más de un 90 % inferior al valor que tenía la empresa en su punto máximo en abril de 1998. Los hermanos fundadores Olim recibieron un total de $17 millones.En abril de 2001, la empresa despidió a 40 empleados, el 10 % de su personal.En agosto de 2001, cerró su sitio web en Japón y despidió a 200 empleados.
En noviembre de 2002, Bertelsmann anunció que cerraría las instalaciones de CDnow en Fort Washington y despediría a los 33 empleados restantes de la empresa.Más tarde ese mismo mes, firmó un acuerdo para externalizar las operaciones del sitio web de CDnow a Amazon.El nuevo acuerdo mantenía una versión revisada del modelo BMG Direct llamado "Preferred Buyers Club", que ofrecía un 20 % de descuento en discos de edición especial del club; toda la demás música se vendía a los precios estándar de Amazon.En 2011, la URL de CDnow.com fue redirigida a un aviso de mantenimiento,y en 2013 fue desactivada de forma permanente.